# 輜重兵第110連隊
輜重兵第110連隊（しちょうへいだい110れんたい、輜重兵第百十聯隊）は、大日本帝国陸軍の連隊の一つ。

## 沿革
日中戦争勃発後の1938年（昭和13年）6月16日、姫路で新設された第110師団の輜重兵連隊の一つとして編成された。兵力補充は大阪師管区の輜重兵補充隊で担当した。同年7月8日に編成完結、北支に出動し京漢線沿線の石門地区の警備に当たった。1943年（昭和18年）5月、師団輜重隊に改編。1944年（昭和19年）3月、京漢作戦に参加し、洛陽を占領後警備に当たる。1945年（昭和20年）4月、老河口作戦を経て、再び洛陽に戻り終戦を迎えた。

## 歴代連隊長
| 代 | 氏名       | 在任期間    | 出身校・期 | 備考               |
| -- | ---------- | ----------- | ---------- | ------------------ |
| 1  | 越智光之助 | 1938.6.18 - | 陸士25期   | 中佐               |
| 2  | 小山修三   | 1940.8.1 -  | 陸士29期   | 中佐               |
| 3  | 甲斐親次   | 1942.7 -    |            | 少佐               |
|    | 尾崎真三   | - 終戦      |            | 師団輜重隊長、大尉 |